# 우에르호사우루스
우에르호사우루스(학명: Wuerhosaurus homheni 우에르호사우루스 홈헤니[*])는 중생대 백악기 전기에 살았던 초식공룡이다. 조반류-스테고사우루스과에 속한다. 스테고사우루스와 같이 등 부위에 골판 모양의 돌기가 2줄로 돋아 있다. 꼬리 끝에는 가시 모양의 돌기가 달려 있다. 학명은 화석이 처음 발견된 중국의 지명에서 유래되었고, '우에르호의 도마뱀'이라는 의미를 갖는다. 전체 몸 길이는 약 6m~8m, 체중은 4t가량 되었을 것으로 추정된다.